# GO Водолея
GO Водолея (лат. GO Aquarii) — одиночная переменная звезда в созвездии Водолея на расстоянии (вычисленном из значения параллакса) приблизительно 15428 световых лет (около 4730 парсеков) от Солнца. Видимая звёздная величина звезды — от +14,3m до +13,8m.

## Характеристики
GO Водолея — белая пульсирующая переменная звезда типа RR Лиры (RRC) спектрального класса F-A. Эффективная температура — около 7271 К.